# 台东街道 (台安县)
台东街道是中华人民共和国辽宁省鞍山市台安县下辖的一个街道办事处。2019年12月，撤销台南街道，下辖的5个村、3个社区成建制划入台东街道。

## 行政区划
台东街道下辖以下村级行政区划单位：
和平社区、龙城社区、南郊社区、幺路社区、团结社区、胜利村、民集村、高屯村、四道村、二道村、杨树村、镇南村、西岗村、耿家村和陆家村。